# A-League 2012/13
Die A-League 2012/13 war die 8. Spielzeit der australischen Profifußballliga A-League. Jeder der zehn Mannschaften spielte dreimal gegen jede andere. Neu ab dieser Saison spielten die Western Sydney Wanderers in der A-League.

## Teilnehmer der A-League 2012/13
| Team                     | Stadt          | Jahre in der Liga | Heimstadion                      |
| ------------------------ | -------------- | ----------------- | -------------------------------- |
| Adelaide United          | Adelaide, SA   | seit 2005         | Hindmarsh Stadium (17.000)       |
| Brisbane Roar            | Brisbane, Qld  | seit 2005         | Suncorp Stadium (52.500)         |
| Central Coast Mariners   | Gosford, NSW   | seit 2005         | Central Coast Stadium (20.119)   |
| Melbourne Heart          | Melbourne, Vic | seit 2010         | AAMI Park (31.500)               |
| Melbourne Victory        | Melbourne, Vic | seit 2005         | Telstra Dome (56.347)            |
| Newcastle United Jets    | Newcastle, NSW | seit 2005         | EnergyAustralia Stadium (26.164) |
| Perth Glory              | Perth, WA      | seit 2005         | Members Equity Stadium (17.288)  |
| Sydney FC                | Sydney, NSW    | seit 2005         | Allianz Stadium (45.500)         |
| Wellington Phoenix       | Wellington, NZ | seit 2007         | Westpac Stadium (34.500)         |
| Western Sydney Wanderers | Sydney, NSW    | seit 2012         | Parramatta Stadium (21.500)      |

## Ergebnisse

### Abschlusstabelle
| Pl. | Verein                   | Sp. | S  | U | N  | Tore    | Diff. | Punkte |
| --- | ------------------------ | --- | -- | - | -- | ------- | ----- | ------ |
| 1.  | Western Sydney Wanderers | 27  | 18 | 3 | 6  | 041:210 | +20   | 57     |
| 2.  | Central Coast Mariners   | 27  | 16 | 6 | 5  | 048:220 | +26   | 54     |
| 3.  | Melbourne Victory        | 27  | 13 | 5 | 9  | 048:450 | +3    | 44     |
| 4.  | Adelaide United          | 27  | 12 | 5 | 10 | 038:370 | +1    | 41     |
| 5.  | Brisbane Roar (M)        | 27  | 10 | 5 | 12 | 033:290 | +4    | 35     |
| 6.  | Perth Glory              | 27  | 9  | 5 | 13 | 029:310 | −2    | 32     |
| 7.  | Sydney FC                | 27  | 9  | 5 | 13 | 041:510 | −10   | 32     |
| 8.  | Newcastle Jets           | 27  | 8  | 7 | 12 | 030:450 | −15   | 31     |
| 9.  | Melbourne Heart          | 27  | 8  | 3 | 16 | 031:400 | −9    | 27     |
| 10. | Wellington Phoenix       | 27  | 7  | 6 | 14 | 031:490 | −18   | 27     |

| (M) | amtierender australischer Meister |

### Kreuztabelle
Die Kreuztabelle stellt die Ergebnisse aller Spiele dieser Saison dar. Die Heimmannschaft ist in der mittleren Spalte aufgelistet und die Gastmannschaft in der obersten Reihe.
|                 |     |                        |                 |                   |                       |     |           |     |                          | 2012/13                  |                 |     |                        |                 |                   |                       |     |           |     |                          |
| --------------- | --- | ---------------------- | --------------- | ----------------- | --------------------- | --- | --------- | --- | ------------------------ | ------------------------ | --------------- | --- | ---------------------- | --------------- | ----------------- | --------------------- | --- | --------- | --- | ------------------------ |
| Adelaide United |     | Central Coast Mariners | Melbourne Heart | Melbourne Victory | Newcastle United Jets |     | Sydney FC |     | Western Sydney Wanderers | Verein                   | Adelaide United |     | Central Coast Mariners | Melbourne Heart | Melbourne Victory | Newcastle United Jets |     | Sydney FC |     | Western Sydney Wanderers |
|                 | 0:1 | 0:2                    | 1:0             | 4:2               | 1:1                   | 1:1 | 3:0       | 3:1 | 1:0                      | Adelaide United          |                 | 0:1 |                        |                 | 1:0               |                       | 3:2 |           | 3:1 | 2:4                      |
| 0:1             |     | 2:2                    | 2:0             | 5:0               | 1:0                   | 0:1 | 4:2       | 2:1 | 0:1                      | Brisbane Roar            |                 |     |                        |                 | 1:1               |                       |     | 3:1       | 2:0 | 1:2                      |
| 2:1             | 2:1 |                        | 2:0             | 6:2               | 0:0                   | 1:0 | 7:2       | 5:0 | 0:1                      | Central Coast Mariners   | 3:1             | 1:0 |                        | 2:1             |                   |                       | 1:0 |           |     |                          |
| 2:0             | 4:1 | 0:1                    |                 | 1:2               | 3:3                   | 1:0 | 3:1       | 1:1 | 1:3                      | Melbourne Heart          | 0:2             | 3:2 |                        |                 |                   | 2:1                   | 2:0 |           |     |                          |
| 2:1             | 1:1 | 2:2                    | 1:2             |                   | 3:2                   | 1:0 | 3:1       | 3:2 | 1:2                      | Melbourne Victory        |                 |     | 1:1                    | 2:1             |                   | 5:0                   | 2:3 |           | 2:0 |                          |
| 0:2             | 1:0 | 2:1                    | 2:0             | 2:1               |                       | 1:2 | 2:1       | 0:3 | 0:3                      | Newcastle United Jets    | 0:0             | 0:0 | 0:2                    |                 |                   |                       |     | 2:2       |     |                          |
| 1:1             | 1:0 | 2:1                    | 2:0             | 0:1               | 3:2                   |     | 2:2       | 1:1 | 0:1                      | Perth Glory              |                 | 0:1 |                        |                 |                   | 3:0                   |     | 2:1       | 1:2 | 1:1                      |
| 1:2             | 2:1 | 1:0                    | 0:0             | 2:3               | 2:3                   | 2:1 |           | 7:1 | 0:2                      | Sydney FC                | 2:1             |     | 2:0                    | 2:1             | 1:1               |                       |     |           |     |                          |
| 2:2             | 1:1 | 0:1                    | 3:2             | 2:3               | 1:1                   | 1:0 | 2:0       |     | 1:0                      | Wellington Phoenix       |                 |     | 1:1                    | 1:0             |                   | 1:2                   |     | 1:2       |     | 0:2                      |
| 6:1             | 1:0 | 0:0                    | 2:1             | 0:2               | 1:2                   | 1:0 | 0:1       | 2:1 |                          | Western Sydney Wanderers |                 |     | 0:2                    | 1:0             | 2:1               | 2:1                   |     | 1:1       |     |                          |

### Finalrunde
|  | Viertelfinale | Viertelfinale     | Viertelfinale |  |  | Halbfinale | Halbfinale             | Halbfinale |  |   | Finale               | Finale                 | Finale |
|  |               |                   |               |  |  |            |                        |            |  |   |                      |                        |        |
|  |               |                   |               |  |  | 2          | Central Coast Mariners | 1          |  |   |                      |                        |        |
|  | 3             | Melbourne Victory | 2             |  |  | 3          | Melbourne Victory      | 0          |  |   |                      |                        |        |
|  | 6             | Perth Glory       | 1             |  |  |            |                        |            |  | 1 | Western Sydney Wand. | 0                      |        |
|  |               |                   |               |  |  |            |                        |            |  |   | 2                    | Central Coast Mariners | 2      |
|  |               |                   |               |  |  | 1          | Western Sydney Wand.   | 2          |  |   |                      |                        |        |
|  | 4             | Adelaide United   | 1             |  |  | 5          | Brisbane Roar          | 0          |  |   |                      |                        |        |
|  | 5             | Brisbane Roar     | 2             |  |  |            |                        |            |  |   |                      |                        |        |

### Grand Final
| Western Sydney Wanderers                   | Western Sydney Wanderers | Central Coast Mariners | Central Coast Mariners |
| ------------------------------------------ | --- | --- | ---------------------- |
| Western Sydney Wanderers                   | \| Grand Final \| \| 20. April 2013 in Sydney (Allianz Stadium) \| \| Ergebnis: 0:2 (0:1) \| \| Schiedsrichter: Peter Green \| | \| Grand Final \| \| 20. April 2013 in Sydney (Allianz Stadium) \| \| Ergebnis: 0:2 (0:1) \| \| Schiedsrichter: Peter Green \| | Central Coast Mariners |
| Western Sydney Wanderers                   | Ante Covic – Shannon Cole, Michael Beauchamp, Nikolai Topor-Stanley, Jérôme Polenz (76. Rocky Visconte) – Mateo Poljak, Aaron Mooy – Kwabena Appiah-Kubi (72. Tarek Elrich), Shinji Ono, Mark Bridge – Dino Kresinger (67. Labinot Haliti) Cheftrainer: Tony Popovic | Mathew Ryan – Joshua Rose, Patrick Zwaanswijk, Trent Sainsbury, Predrag Bojic – John Hutchinson, Oliver Bozanic, Michael McGlinchey (88. Nick Fitzgerald), Mile Sterjovski (73. Mitchell Duke) – Daniel McBreen, Bernie Ibini-Isei Cheftrainer: Graham Arnold | Central Coast Mariners |
| Western Sydney Wanderers                   | 0:1 Zwaanswijk (44.) 0:2 McBreen (68., Handelfmeter) | | Central Coast Mariners |
| Western Sydney Wanderers                   | McGlinchey (51.), McBreen (71.) | | Central Coast Mariners |
| Grand Final                                | | |                        |
| 20. April 2013 in Sydney (Allianz Stadium) | | |                        |
| Ergebnis: 0:2 (0:1)                        | | |                        |
| Schiedsrichter: Peter Green                | | |                        |

## Auszeichnungen
| Auszeichnung                                      | Gewinner                                |
| ------------------------------------------------- | --------------------------------------- |
| Johnny Warren Medal (Spieler des Jahres)          | Marco Rojas (Melbourne Victory)         |
| Golden Boot Award (Bester Torschütze)             | Daniel McBreen (Central Coast Mariners) |
| Rising Star Award (U-20-Spieler des Jahres)       | Marco Rojas (Melbourne Victory)         |
| A-League Coach of the Year (Trainer des Jahres)   | Tony Popovic (Western Sydney Wanderers) |
| Referee of the Year (Schiedsrichter des Jahres)   | Peter Green                             |
| Joe Marston Medal (Bester Spieler im Grand Final) | Daniel McBreen (Central Coast Mariners) |
| Goalkeeper of the Year (Torhüter des Jahres)      | Ante Covic (Western Sydney Wanderers)   |

## Torschützenliste
| Pl. | Name                 | Team                     | Tore |
| --- | -------------------- | ------------------------ | ---- |
| 1   | Daniel McBreen       | Central Coast Mariners   | 17   |
| 2   | Jeremy Brockie       | Wellington Phoenix       | 16   |
| 3   | Marco Rojas          | Melbourne Victory        | 15   |
| 4   | Besart Berisha       | Brisbane Roar            | 14   |
| 4   | Alessandro Del Piero | Sydney FC                | 14   |
| 6   | Mark Bridge          | Western Sydney Wanderers | 11   |
| 7   | Ryan Griffiths       | Newcastle United Jets    | 9    |
| 7   | Emile Heskey         | Newcastle United Jets    | 9    |
| 7   | Dario Vidosic        | Adelaide United          | 9    |
| 10  | Mark Milligan        | Melbourne Victory        | 8    |
| 10  | Archie Thompson      | Melbourne Victory        | 8    |